# 綿貫弘
綿貫 弘（わたぬき ひろし、1961年12月21日 - ）は、男性競輪実況アナウンサー。元東京電設工業所属で現在はフリー。

## 来歴
- 長らく、大宮競輪場および西武園競輪場での実況を中心に、KEIRINグランプリ06の地上波TV中継（テレビ東京をキー局に全国23局ネット）[2]にて実況を担当した他、CS放送SPEEDチャンネルでも企画番組に登場するなどしていたが、2011年3月頃を最後に実況しなくなった[3]（同社所属の坂巻勇気を後継に指名した[4]）。2013年9月、単発的に実況に復帰[3]。2022年、定年に伴い東京電設工業を退職。

- 朝日新聞社杯競輪祭では、実況アナウンサーのファン投票上位として度々選出され、第46回（2005年）の最終日[5][6]、第51回（2009年11月）の最終日[7][8]の実況を担当している。